# Cour suprême de Californie
Pour les articles homonymes, voir Cour suprême.

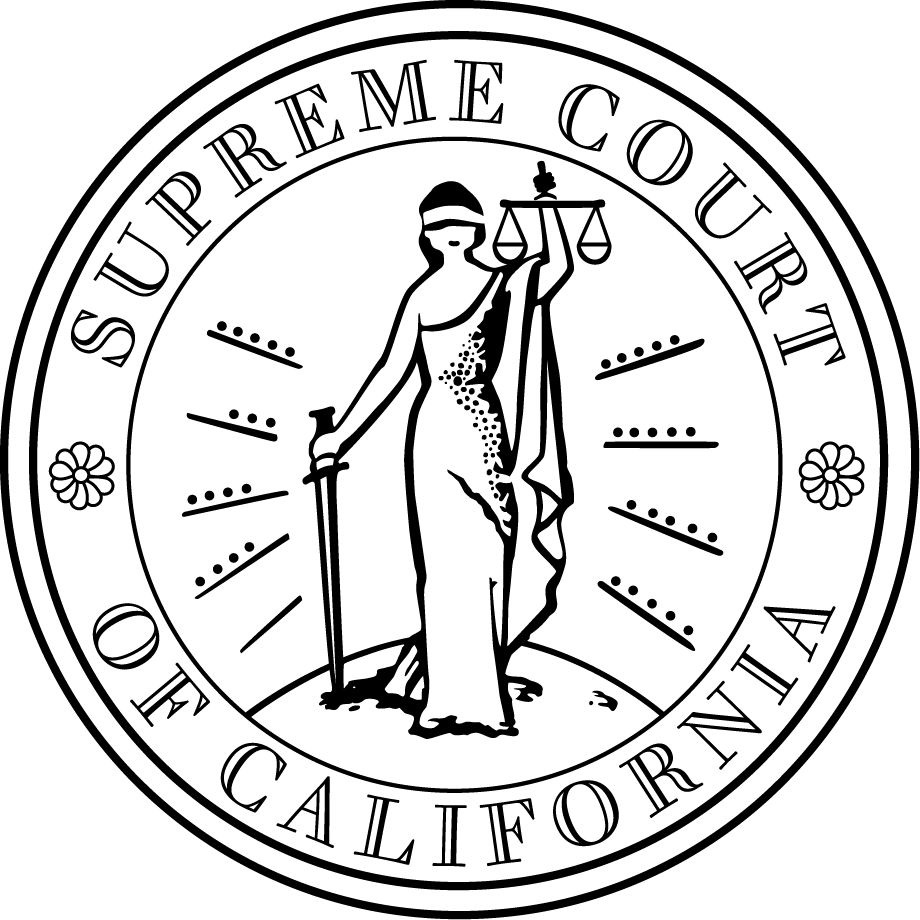
Sceau de la Cour suprême de Californie.

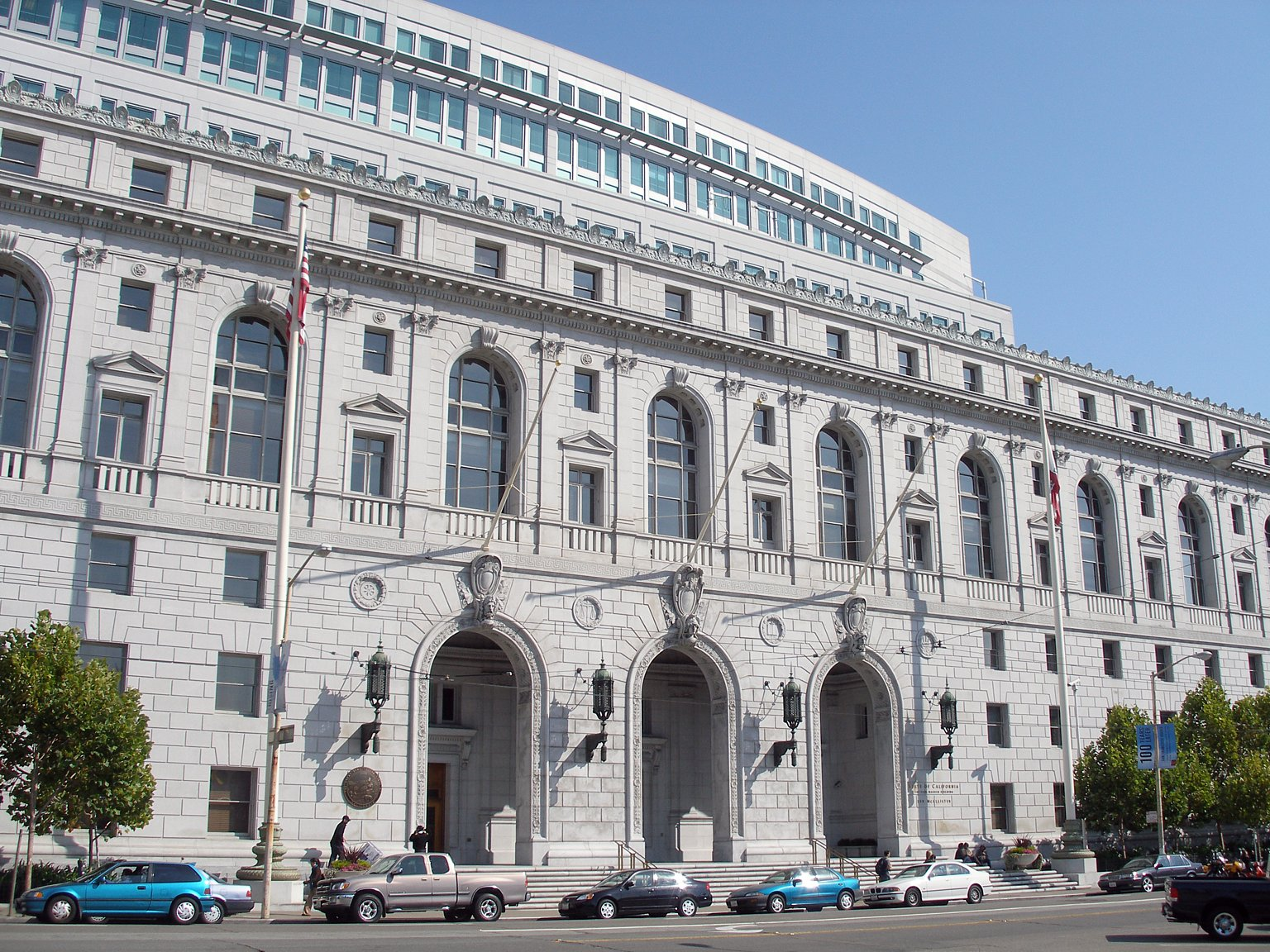
La Cour suprême de Californie à San Francisco.

La Cour suprême de Californie (en anglais : Supreme Court of California) est la Cour suprême de l'État américain de
Californie. Ses décisions surpassent celles des autres cours de l'État, mais peuvent en dernier recours êtres cassées par la Cour suprême des États-Unis. Basée à San Francisco, certaines sessions ont lieu à Los Angeles et Sacramento.
Elle est composée de six juges (Justices) et d'un président (Chief Justice), nommés par le gouverneur de Californie après approbation par une commission d'avocats de l'État. Les sept magistrats sont nommés à vie pour les rendre indépendants du pouvoir politique, leur mandat s'achevant en cas de destitution par un autre tribunal pour faute grave, de décès ou de démission. Depuis 2011, Tani Cantil-Sakauye est la 28e présidente de la Cour suprême de Californie, nommée par le gouverneur Arnold Schwarzenegger.